# Ware County
Ware County är ett administrativt område i delstaten Georgia, USA, med 36 312 invånare. Den administrativa huvudorten (county seat) är Waycross.

## Geografi
Enligt United States Census Bureau har countyt en total area på 2 347 km². 2 337 km² av den arean är land och 10 km² är vatten.

### Angränsande countyn
- Bacon County, Georgia - nord
- Pierce County, Georgia - öst
- Brantley County, Georgia - öst
- Charlton County, Georgia - sydost
- Baker County, Florida - syd
- Atkinson County, Georgia - väst
- Clinch County, Georgia - väst
- Coffee County, Georgia - nordväst